# Sason sechellanum
Sason sechellanum är en spindelart som beskrevs av Simon 1898. Sason sechellanum ingår i släktet Sason och familjen Barychelidae.
Artens utbredningsområde är Seychellerna. Inga underarter finns listade i Catalogue of Life.